# 製造販売後調査
医薬品、医療機器等における製造販売後調査（せいぞうはんばいごちょうさ、英: Postmarketing surveillance, or PMS）とは、市販後調査（しはんごちょうさ）とも呼ばれ、医薬品や医療機器が市販された後の安全性を監視する手法であり、医薬品安全性監視（ファーマコビジランス）という科学の重要な一分野である。医薬品や医療機器は臨床試験に基づいて承認されるが、臨床試験はその目的のために選ばれた比較的少数の人々、すなわち一般集団に存在しうる他の病状を通常は持たない人々を対象とするのに対し、市販後調査では、医薬品や医療機器が一般集団でさまざまな病状を持つ多数の人々によって使用された後に、その安全性をさらに高めたり、確認または否定することが可能である。
市販後調査では、医薬品や機器の安全性を監視するために、自己報告型データベース、処方イベントモニタリング（PEM）、生涯型電子カルテ（EHR）、疾患レジストリ、健康データベース間のレコードリンクなど、多くのアプローチを使用している。これらのデータは、データマイニングと呼ばれる過程により、安全性に関する潜在的な懸念に焦点を当てるための見直しが行われる。

## 国家による実施

### カナダ
カナダ保健省は、医薬品を認可する規制機関であり、カナダでの市販後調査を調整する市販薬理事会（Marketed Health Products Directorate、MHPD）という部門を持っている。

### 欧州連合
欧州連合におけるガイダンス文書 MEDDEV 2.12-1 rev 8 は、医療機器市販後調査（マテリオビジランス）のベストプラクティスに関する包括的なガイダンスを提供する。医療機器の製造業者は、インシデント（重大な有害事象）を、企業が所在する加盟国の国内当局に報告することを義務付けられている。医療機器規制2017/745（MDR）の§2では、市販後調査の定義を次のように定めている。
‘post-market surveillance’ means all activities carried out by manufacturers in cooperation with other economic operators to institute and keep up to date a systematic procedure to proactively collect and review experience gained from devices they place on the market, make available on the market or put into service for the purpose of identifying any need to immediately apply any necessary corrective or preventive actions;
（邦訳）

「市販後調査」とは、製造業者が他の経済事業者と協力して、必要な是正措置または予防措置を直ちに適用する必要性を特定する目的で、上市（じょうし）、販売、または運用開始した機器から得られた経験を積極的に収集し検討するための体系的手順を確立し、最新の状態に保つために実施するすべての活動を意味する。
PMSに関するさらなる要求事項はMDRの§83に記載されている。§84はPMS計画の要求事項を詳述し、MDRの附属書IIIの1.1節を参照している。§86はPMS報告書の内容を記述している。
市販後調査については、体外診断用医療機器に関する欧州規制（IVDR）にも同様の規定がある。

### 英国
英国医薬品・医療製品規制庁（MHRA）と医薬品委員会（CHM）が共同で運営するイエローカード制度は、医薬品の副作用（ADR）の軽減を目的としたファーマコビジランス制度の最初の例の一つであった。

### 米国
米国食品医薬品局（FDA）が市販後調査を監督しており、医師や一般の人々が医薬品や医療機器に関する副作用を自主的に報告できるMedWatchという受動的監視システムを運用している。またFDAは、特定の規制対象製品について能動的監視も行っている。たとえば、FDAは、承認後研究または第522項市販後調査を通じて、医療機器の安全性と有効性を監視することがある。規制に関して、2つの用語が定義されている。市販後要求項目（Postmarketing Requirements、PMR）とは、スポンサーが実施しなければならない研究や臨床試験であり、市販後コミットメント（Postmarketing Commitments、PMC）とは、法律や規制では要求されていないが、スポンサーが実施することに合意した研究や臨床試験のことである。

### 日本
日本においては、厚生労働省が所管する医薬品医療機器総合機構（PMDA）により、医療機関が入力した診療情報（診療報酬明細書や電子カルテ）に基づいた医薬品の安全性評価が実施されている。市販直後調査は、新医薬品の販売開始から6カ月間について、特に注意深い使用の促進と重篤な副作用に対する情報収集に重点に置いた制度であり、その結果は公開されている。

## 参照項目
- 医療機器報告（英語版）（Medical Device Reporting、MDR）
- 市場撤退薬の一覧（英語版）